# Constança Capdeville
Constança Capdeville ComSE (Barcelona, 16 de Março de 1937 - Oeiras, Caxias, 4 de Fevereiro de 1992) foi uma compositora, pianista e percussionista portuguesa.

## Vida
Constança Capdeville iniciou os estudos musicais em Barcelona antes de se estabelecer permanentemente em Portugal a partir de 1951, devido a condicionantes político-sociais decorrentes da Guerra Civil de Espanha. Constança Capdeville prosseguiu os estudos superiores no Conservatório Nacional de Música de Lisboa, cursando piano com Varela Cid e composição com Jorge Croner de Vasconcelos. Formou-se em interpretação de música antiga (transcrição, instrumentação, prática de clavicórdio e acompanhamento pianístico) através de cursos ministrados por Macario Santiago Kastner (1908-1992).
Constança Capdeville notabilizou-se ainda no ensino da composição, nomeadamente na Academia de Música de Santa Cecília, no Conservatório Nacional de Lisboa, na Escola Superior de Música de Lisboa e no Departamento de Ciências Musicais da Universidade Nova de Lisboa.
O seu espólio musical encontra-se, desde 22 de Setembro de 2012, na Biblioteca Nacional de Portugal.

## Reconhecimento e homenagens
A 10 de Junho de 1992, a título póstumo, foi-lhe atribuído o Grau de Comendadora da Ordem Militar de Sant'Iago da Espada.
Possui desde 1993, uma rua com o seu nome na Ameixoeira, Lisboa. Em Junho de 2017, o Departamento de Ciências Musicais da Faculdade de Ciências Sociais e Humanas prestou-lhe uma homenagem por ocasião do seu 80º aniversário. 

## Catálogo Musical (Selecção)
Música de Palco:  
- Teatro Musical: Uma hora com Igor Stravinsky, 1980; Vamos satiar I, II, III (sobre música e textos de E. Satie), 1981–5; Don’t Juan, 1985; Fe … de … ri … co … (50 aniversário da morte de F. García Lorca), 1987; The Cage (sobre musica e textos de  J. Cage), 1988; Para um Stabat mater, 1988; Erik Satie, com toda a gente, 1989; Wom, Wom Cat(h)y (...para Cathy Berberian), 1990.
- Ballet: Libera me, 1979; Dimitriana, 1979; Lúdica, 1980; Viva Picasso!, 1982; Só longe daqui, 1983; ZOO&lógica - Parte 2 - "Ainda bem", 1984; As troianas, 1985; Fado, 1990, collab. C. Zingaro. Na Palma da Mão a Lâmpada de Guernica ,  1982.
- Música de Cena: Conversa entre um contrabaixo e uma inquietaçäo (M. Cintra), 1988; La prose du transsibérien et de la petite Jeanne de France (B. Cendrars), 1988; Silêncio, depois (S. Beckett), 1990.
- Música para Cinema: Cerro maior (dir. L. Filipe Costa), 1979; Solo de violino (dir. M. Rüttler), 1990.
- Outra música de palco: Molly Bloom (J. Joyce), 1981; A casa de Bernarda Alba (Lorca), 1983; Pilades (P.P. Pasolini), 1986.

Outras Obras: 
- Orquestra: Diferenças sobre um intervalo, 1967; Que mon chant ne soit plus d'oiseau, (para Manuel Cintra), 1991.
- Côro e instrumento solista: Variações sobre o nome de Stravinsky, org, 1962; Sonata concertante, trbn, pf, 1963; Momento I, fl, hp, perc, vn, va, vc, 1972, rev. 1974; Mise-en-requiem, fl, hp, vn, va, vc, pf, perc, tape, 1979; In sommo pacis (One for Nothing), ob, va, db, pf, 1980; Amen para uma ausência (ob, va, db, pf)/(solo v, db, inst ens), 1986; Valse, valsa, vals: Keuschheits Waltz, db, pf, 1987, arr. pf solo, 1987; Border Line, t sax, 1988; Di lontan fa specchio il mare (Joly Braga Santos, in memoriam), inst ens, 1989.
- Música Vocal: … Vocem meam, 1v, 2 timp, 1985.
- Multimédia: Libera me, chorus, pf, perc, tape, lights, 1979; Memoriae, quasi una fantasia I, 2 db (1 player), pf (2 players), 7–15vv, tape, lights; Esboços para um Stabat mater, fl, tpt, gui, hp, vn, va, vc, pf, perc, tape, lights, dancer, 1981; Double, low v, pf, vc, tape, lights, 1982; Avec Picasso, ce matin, pf, tape, lights, 1984; Um quadrado em redor de Simbad, fl, pf, vib, actor, dancer, light, 1986.

## Discografia (Selecção)
- Di lontan fa specchio il mare. in Powertrio - Di Lontan. CD, Clean Feed/Shhpuma Records, CF356CD/SHH018CD, 2015.
- Quand je serai soldat; Maman, j'ai vu dans la lune...; Humble danse des petits canards. in Olga Prats Piano Singular. CD, Trem Azul, 2007.
- Constança Capdeville (obras: Valse, valsa, vals: Keuschheits Waltz; La Prose du Transsibérien et de la Petite Jeanne de France ; Amen para uma Ausência; ...Vocem Meam (Ucello); Caixinha de Música; O Natal do Anjinho Dorminhoco). Digital Recording, Miso Records MCD 008; DDD, 1997[6]
- Di Lontan Fa Specchio il Mare. in 3 Compositoras Portuguesas Constança Capdeville - Clotilde Rosa - Isabel Soveral Grupo de Música Contemporânea de Lisboa - Tokyo Symphony Orchestra. CD, EMI Classics / EMI - Valentim de Carvalho, 1994.[7]
- Momento I. in 3 Compositoras Portuguesas Constança Capdeville - Clotilde Rosa - Isabel Soveral Grupo de Música Contemporânea de Lisboa - Tokyo Symphony Orchestra. CD, EMI Classics / EMI - Valentim de Carvalho, 1994.[7]
- Sonata Concertante. in Weber Hindemith Traulsen Jorgensen Capdeville Grondahl Emídio Coutinho. CD, Numérica, NUM 1027, 1994.[8]
- Constança Capdeville (obras: Libera Me; Amen for an Absence;... In Somno Pacis (One for Nothing)) Gulbenkian Choir - Jorge Matta - Opus Ensemble. CD, Portugalsom / Strauss, SP 4030, 1994.